# 1035 (numero)
Milletrentacinque (1035) è il numero naturale dopo il 1034 e prima del 1036.

## Proprietà matematiche
- È un numero dispari.
- È un numero composto da 12 divisori: 1, 3, 5, 9, 15, 23, 45, 69, 115, 207, 345, 1035. Poiché la somma dei suoi divisori (escluso il numero stesso) è 837 < 1035, è un numero difettivo.
- È un numero triangolare.
- È un numero esagonale.
- È un numero di Harshad nel sistema numerico decimale, cioè è divisibile per la somma delle sue cifre.
- È un numero di Ulam.
- È un numero nontotiente in quanto dispari e diverso da 1.
- È un numero malvagio.
- È parte delle terne pitagoriche  (456, 1035, 1131), (552, 1035, 1173), (621, 828, 1035), (644, 1035, 1219), (748, 1035, 1277), (1035, 1120, 1525), (1035, 1380, 1725), (1035, 2268, 2493), (1035, 2484, 2691), (1035, 3900, 4035), (1035, 4600, 4715), (1035, 6572, 6653), (1035, 7104, 7179), (1035, 7728, 7797), (1035, 11880, 11925), (1035, 19824, 19851), (1035, 21412, 21437), (1035, 23276, 23299), (1035, 35700, 35715), (1035, 59508, 59517), (1035, 107120, 107125), (1035, 178536, 178539), (1035, 535612, 535613).

## Astronomia
- 1035 Amata è un asteroide della fascia principale del sistema solare.
- NGC 1035 è una galassia situata nella costellazione della Balena.
- IC 1035 è una galassia situata nella costellazione di Boote.

## Astronautica
- Cosmos 1035 è un satellite artificiale russo.

## Altri ambiti
- V1035  è un motore da competizione realizzato dall'Alfa Romeo negli anni ottanta.